# Flemming Dahl
Gösta Flemming Lauge Rietz Granzow Dahl (født 12. februar 1896 i København, død 21. marts 1976 i Ordrup) var en dansk historiker, gymnasielærer, stadsarkivar og forfatter, som blandt andet arbejdede ved Rigsarkivet, Det Kongelige Bibliotek og Dansk Biografisk Leksikon. Gift i 1923 med børnebogsforfatterinden Minna Friis.
Flemming Dahl var søn af professor Frantz Dahl og Maria Vilhelmina Granzow. Året efter at hans uddannelse som cand. mag. i historie, dansk og tysk i 1922 var færdig, blev han gymnasielærer, hvilket han var frem til 1934. Fra 1929-1930 under skiftende titler var han medarbejder på Rigsarkivet. Fra 1934 var han rådstuearkivar, fra 1936 kaldet stadsarkivar, på Københavns Stadsarkiv. På grund af sit nazistiske tilhørsforhold i 1930'erne og under besættelsen blev Flemming Dahl suspenderet fra Københavns Stadsarkiv i juni 1945 og helt afskediget i marts 1948. Flemming Dahl havde været medlem af DNSAP, under besættelsen som en af de ledende i partiets inderkreds og blev beskrevet som et ledende medlem indenfor partiets Landsledelse for Kultur. Han var derefter medarbejder ved Det Danske Sprog- og Litteraturselskab. 1952-70 arbejdede han på Det Kongelige Bibliotek som arkivar.